# Talsperre Saidenbach
Die Talsperre Saidenbach ist eine Talsperre in Sachsen. Sie dient der Trinkwasserversorgung von Chemnitz und im Verbund mit dem Talsperrensystem „Mittleres Erzgebirge“ neben den Talsperren Neunzehnhain I und II und Einsiedel dem ganzen Versorgungsgebiet des Zweckverbandes Fernwasser Südsachsen.
Die Talsperre dient in geringem Maße auch der Stromerzeugung und dem Hochwasserschutz.

## Beschreibung
Die Staumauer der Talsperre Saidenbach ist eine gekrümmte Gewichtsstaumauer aus Bruchsteinmauerwerk nach dem Intze-Prinzip. Die Talsperre wurde 1929–1933 in der Nähe von Lengefeld im Erzgebirge erbaut (Inbetriebnahme 1933). Sie ist eine „große Talsperre“ nach ICOLD-Kriterien. Die gestauten Gewässer sind der Haselbach, Saidenbach, Lippersdorfer Bach und Hölzelbergbach.
Über die Staumauer führt ein öffentlicher Weg. Baden und Freizeitsport im Stausee sind nicht möglich, aber man kann rund um den Stausee wandern und angeln.
Die Talsperre Saidenbach besitzt eine Vorsperre (Forchheim) und zehn Vorbecken, von denen vier normalerweise überstaut sind.

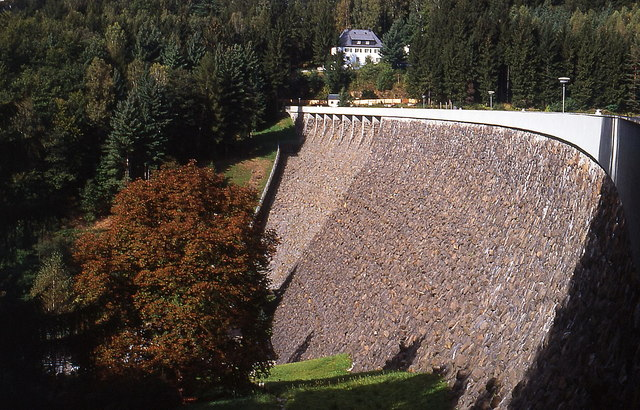
Die Staumauer
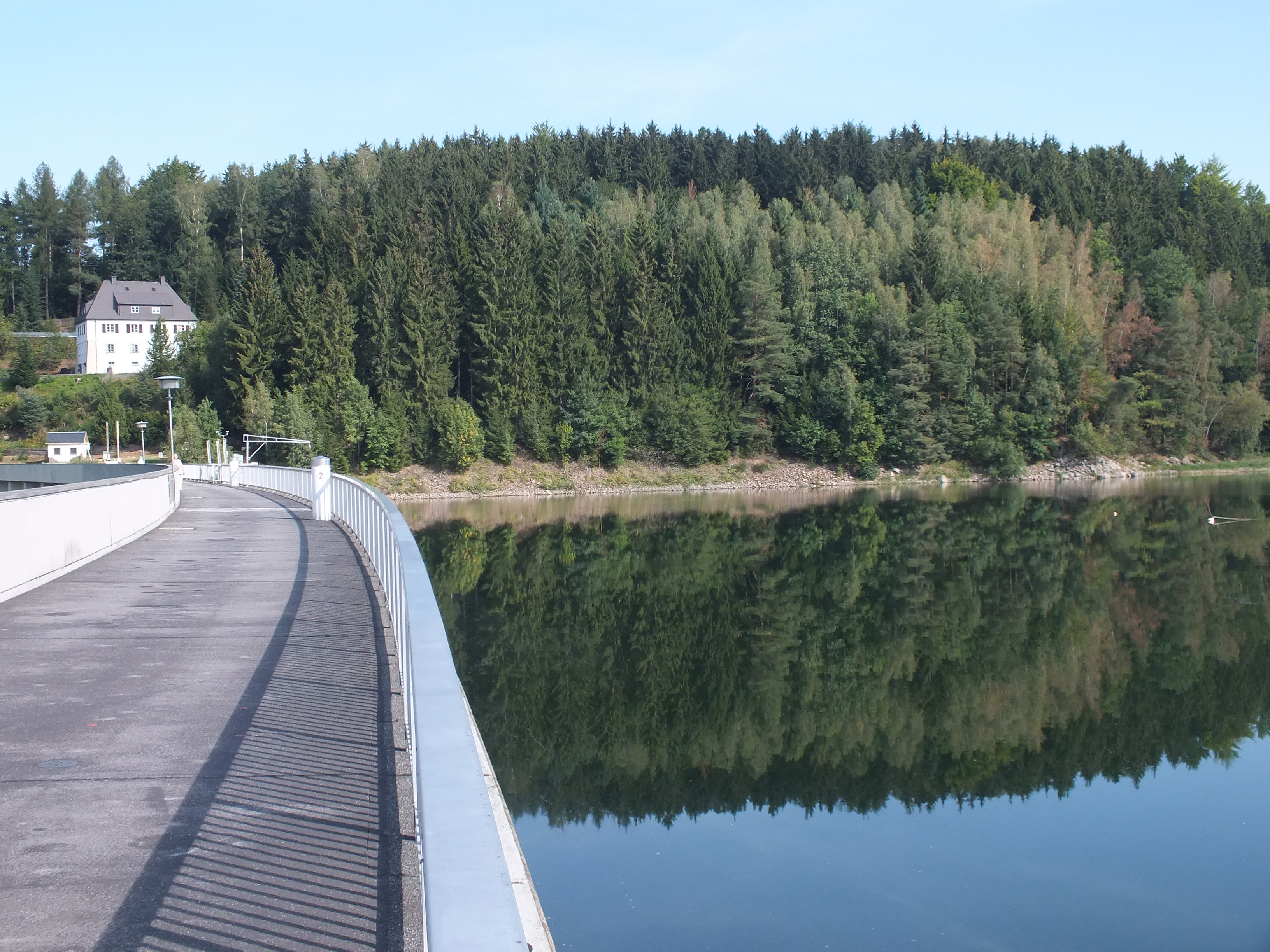
Der Weg über die Mauer
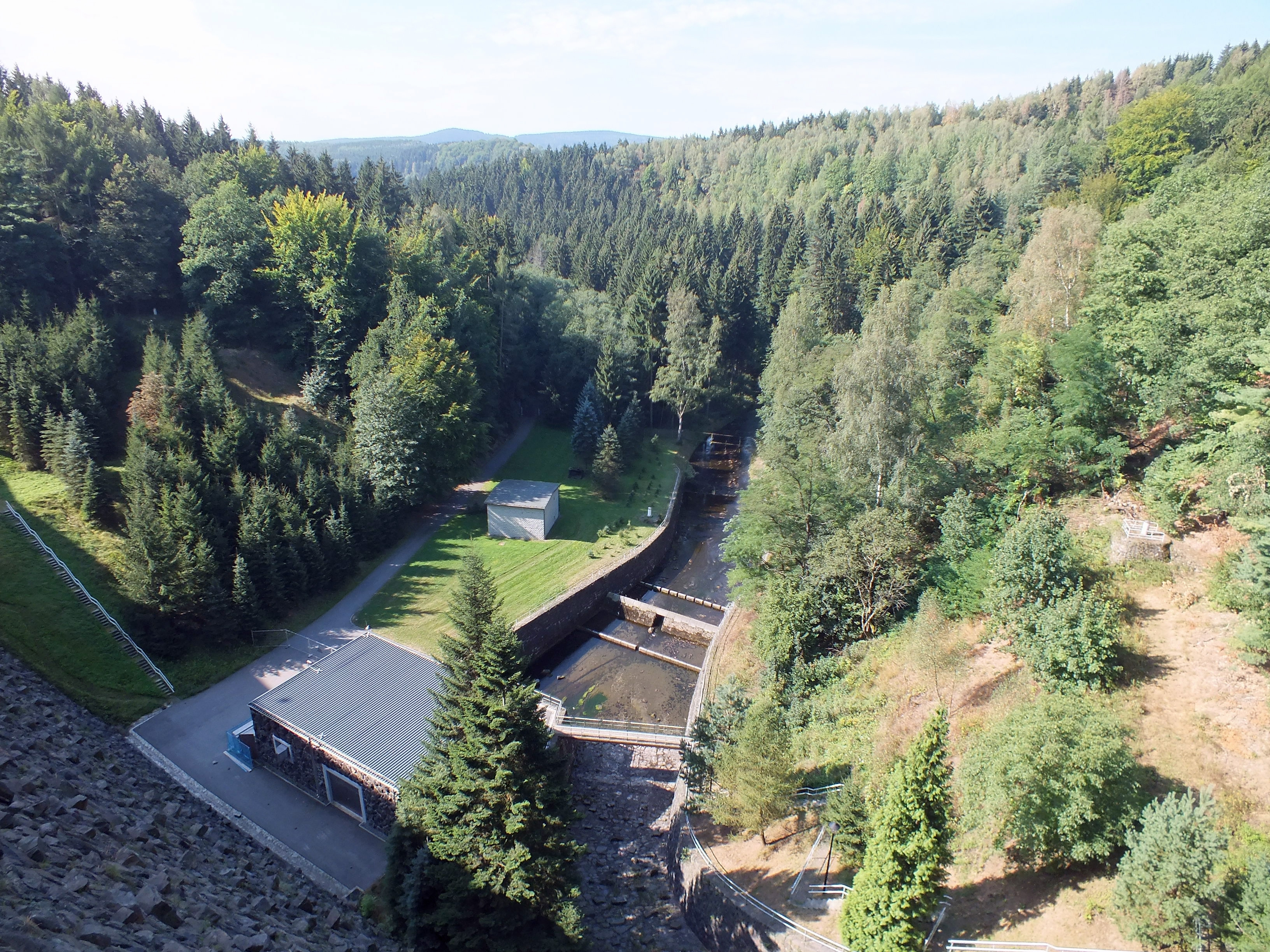
Das Saidenbachtal unterhalb der Sperre
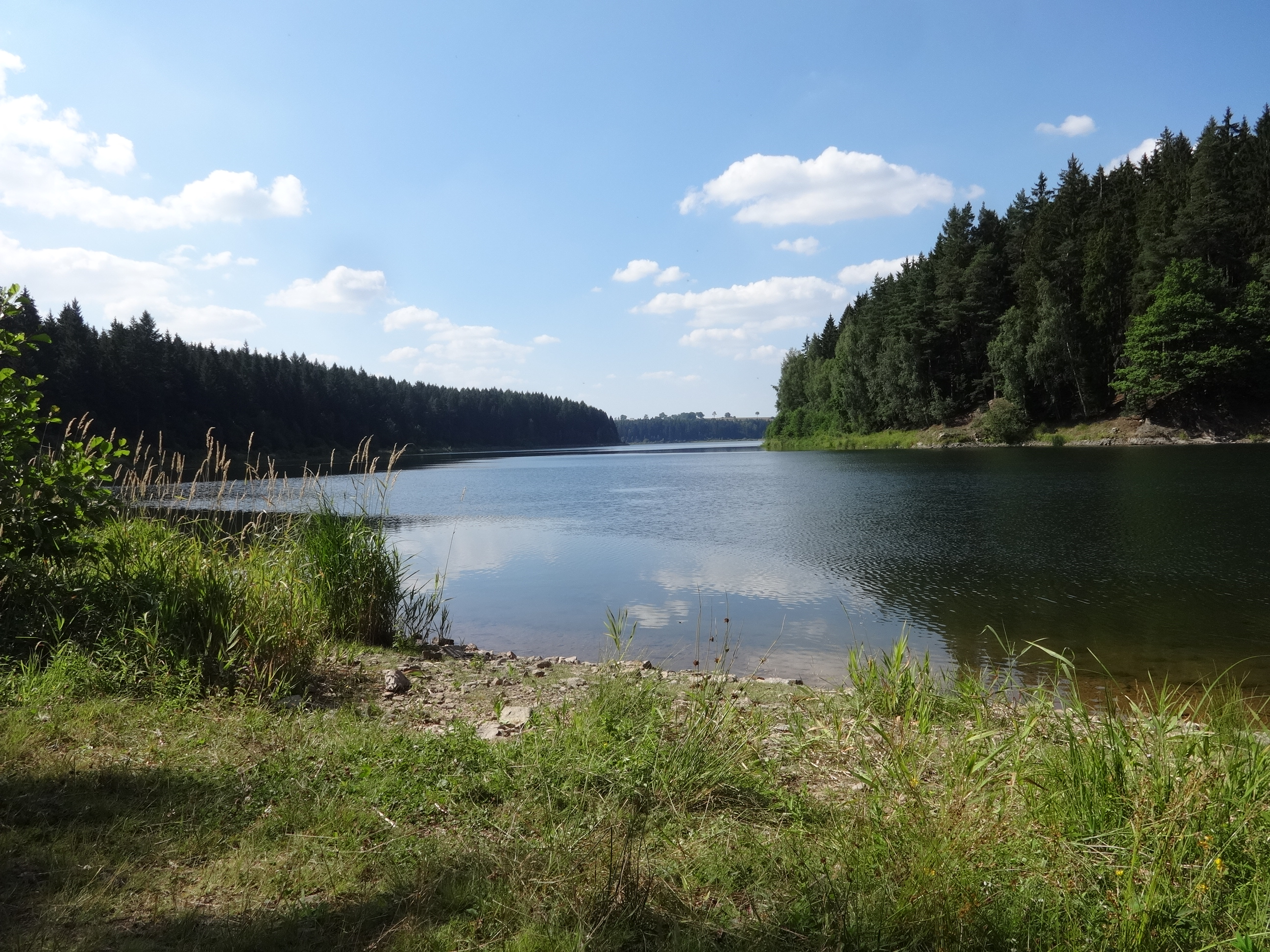
Südostarm (Haselbach) der Talsperre
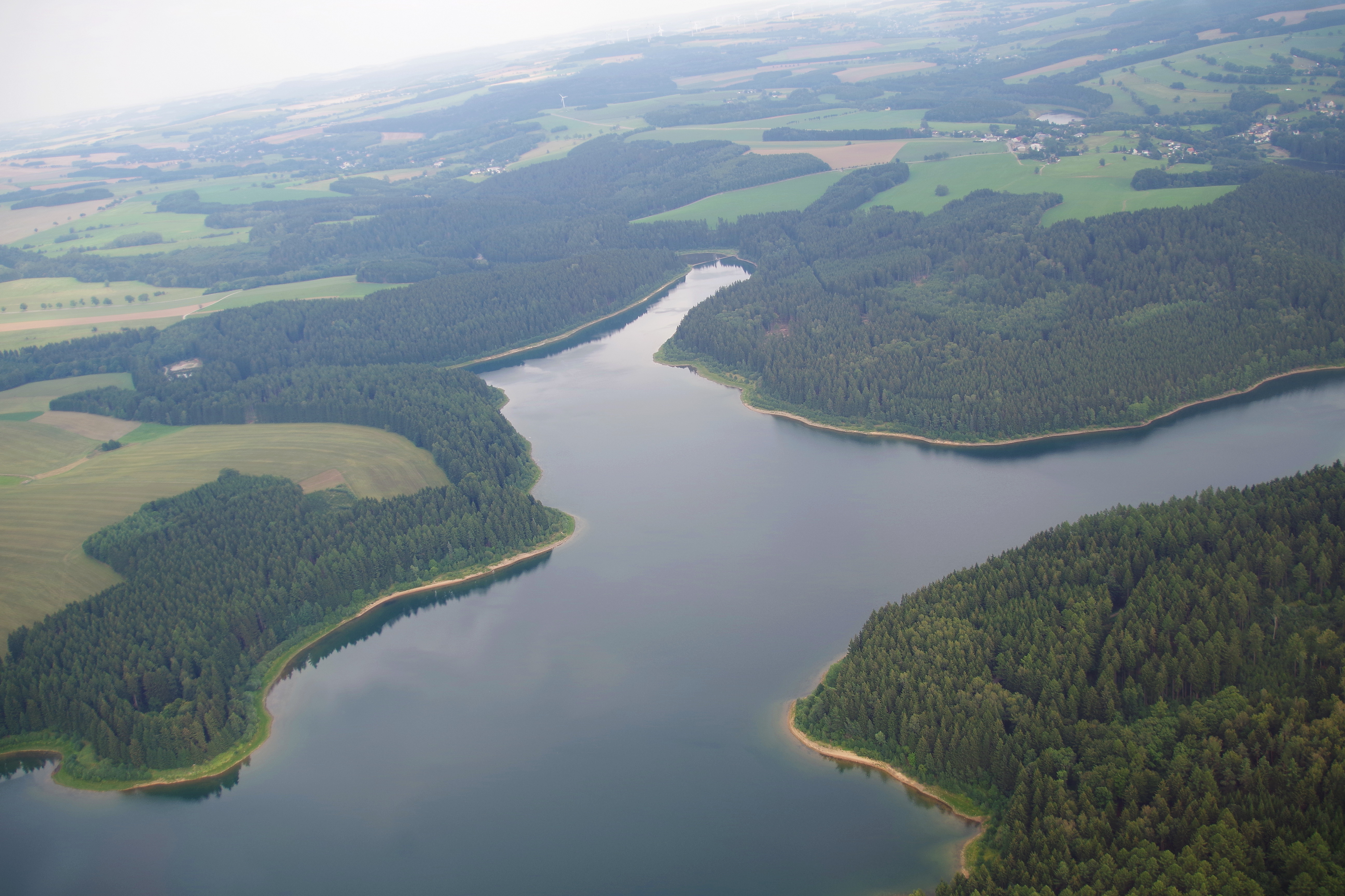
Luftaufnahme

## Sonstiges
Die im östlichen Bereich der Talsperre anstehenden Gesteine stellen eine der wenigen Fundstellen für Diamanten in Deutschland dar. Die Diamanten bilden dort mikroskopisch kleine Kristalle in Granaten, die in Saidenbachiten auftreten. Diese Gesteine bilden linsenförmige Körper im Gneis aus.
Aus dem Sediment der Trinkwassertalsperre Saidenbach wurde das Bakterium Rhodoferax saidenbachensis isoliert. Für das Bakterium wurde deshalb der Artname „saidenbachensis“ gewählt.